# Titularbistum Tegea
Tegea ist ein Titularbistum der römisch-katholischen Kirche. 
Es geht zurück auf ein früheres Bistum der antiken Stadt Tegea im westlichen Messenien in Griechenland, das der Kirchenprovinz Patrassus zugeordnet war.
| Titularbischöfe von Tegea |                                 |                                                  |                   |                  |
| Nr.                       | Name                            | Amt                                              | von               | bis              |
| 1                         | Meletius Kovács                 | Weihbischof in Oradea Mare (Habsburgermonarchie) | 12. Juli 1748     | 11. April 1775   |
| 2                         | Stefan Lewiński                 | Weihbischof in Kiew-Halytsch (Polen-Litauen)     | 17. August 1784   | 26. Juni 1797    |
| 3                         | Agustín Blessing Presinger CM   | Apostolischer Vikar von Limón (Costa Rica)       | 16. Dezember 1921 | 1. Februar 1934  |
| 4                         | José María Preciado y Nieva CMF | Apostolischer Vikar von Darién (Panama)          | 26. Februar 1934  | 14. August 1963  |
| 5                         | Bernard Matthew Kelly           | Weihbischof in Providence (USA)                  | 25. November 1963 | 5. Dezember 2006 |